# جوش بريتشارد
جوش بريتشارد (بالإنجليزية: Josh Pritchard)‏ هو لاعب كرة قدم بريطاني في مركز الوسط، ولد في 23 سبتمبر 1992 في ستوكبورت في المملكة المتحدة. شارك مع منتخب ويلز تحت 21 سنة لكرة القدم. أما مع النوادي، فقد لعب مع ترومسو إيدريتسلاغ ونادي غيلينغهام ونادي فولهام وهونكا.

## وصلات خارجية
- جوش بريتشارد على موقع قاعدة بيانات كرة القدم.إي يو (الإنجليزية)
- جوش بريتشارد على موقع Soccerway.com (الإنجليزية)